# استخوان‌رست
در ارتوپدی به رشد استخوان زائد روی استخوان طبیعی، استخوان‌رُست، خار استخوان یا استئوفیت (انگلیسی: Osteophyte) گفته می‌شود. به عبارت دیگر، استخوان‌رُست‌ها، استخوان‌های اضافی هستند که در لبه سطوح مفصلی ایجاد می‌گردد،
استخوان‌رُست‌ها، به شکل خارهای استخوانی یا بیرون‌زدگی رویشی استخوان، در لبهٔ مفاصل و مهره‌ها و معمولاً بر اثر از سایش و فرسایش مفصلی یا التهاب به‌وجود می‌آیند.
این حالت بیشتر در افراد بالای ۶۰ سال و در مفاصل ستون فقرات، پا، شانه، لگن، دست و زانو دیده می‌شود. اگر چه این استخوان زائد دردناک نیست اما با ساییده شدن به استخوان‌های طبیعی یا اعصاب می‌تواند همزمان با محدود کردن حرکت مفاصل، درد و ناراحتی زیادی ایجاد کند.
ایجاد استخوان‌رست در لبه استخوانی مفصل می‌تواند محدودیت حرکتی ناشی از آرتروز یا ساییدگی را بیشتر کند. گاهی استخوان‌رست‌ها شکسته شده و موجب درد و تورم مفصل می‌شوند